# Кашкайш
 Тази статия е за града в Португалия.  За общината вижте Кашкайш (община).  
Кашка̀йш (на португалски: Cascais) е град на брега на Атлантическия океан, на 30 километра от Лисабон, Португалия.

## География
Главен град на едноименната община Кашкайш. Наброява 181 444 жители.

## История
Кашкайш е бил рибарско селище когато Португалското кралско семейство построява резиденция тук в края на 19 век.

## Населени места в общината
- Алкабидеш
- Каркавелош
- Ещорил
- Паред
- Сао Домингош де Рана

## Побратимени градове
|  | Държава  | Град                     |
|  | Бразилия | Салвадор (Баия)          |
|  | Бразилия | Витория (Еспирито Санто) |
|  | Бразилия | Гуаружа                  |
|  | Бразилия | Кампинас                 |
|  | Япония   | Атами                    |
|  | -------- | ------------------------ |

## Спорт и туризъм
Любима туристическа дестинация за местни и чуждестранни туристи.